# Montes (Venezuela)
Montes è un comune del Venezuela situato nello Stato di Sucre.
Il capoluogo del comune è la città di Cumanacoa.